# 贝勒诺苏普伊
贝勒诺苏普伊（法語：Bellenot-sous-Pouilly，法語發音：[bɛlno su puji]，意为“普伊下方的贝勒诺”）是法国科多尔省的一个市镇，属于博讷区。

## 地理
贝勒诺苏普伊（47°16'59"N, 4°32'47"E）面积14.63 平方千米，位于法国勃艮第-弗朗什-孔泰大區科多尔省，该省份为法国中东部省份，北起奥布省，西接涅夫勒省和约讷省，南至索恩-卢瓦尔省，东南接汝拉省，东临上索恩省，东北部与上马恩省接壤。
与贝勒诺苏普伊接壤的市镇（或旧市镇、城区）包括：马尔特鲁瓦、欧苏瓦地区普伊、图瓦西勒代塞尔、阿尔芒松河畔沙伊、锡夫里昂蒙塔涅、埃吉伊。

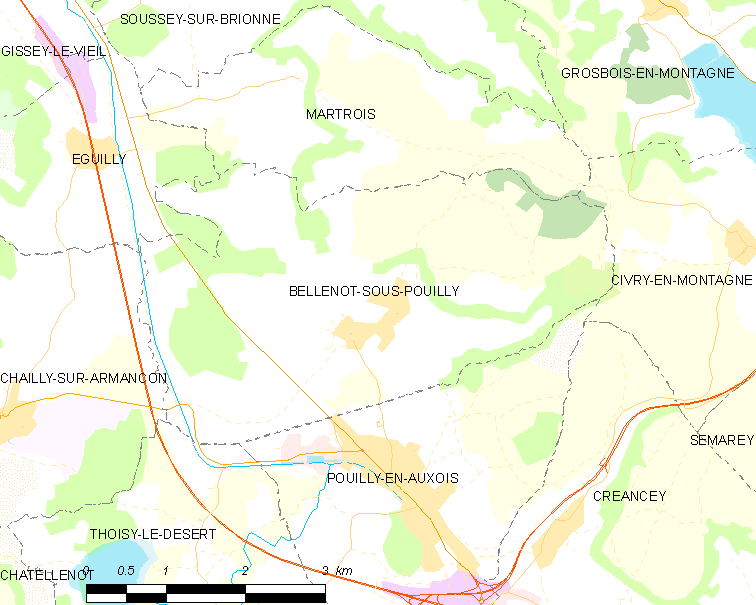
贝勒诺苏普伊的OSM定位图

贝勒诺苏普伊的时区为UTC+01:00、UTC+02:00（夏令时）。

## 行政
贝勒诺苏普伊的邮政编码为21320，INSEE市镇编码为21062。

## 政治
贝勒诺苏普伊所属的省级选区为阿尔奈勒迪克县。

## 人口

1962-2008年间贝勒诺苏普伊人口变化图示

贝勒诺苏普伊于2022年1月1日时的人口数量为230人。